# Klaus Hesse (Grafiker)
Klaus Hesse (* 1954 in Elberfeld) ist ein deutscher Grafikdesigner.

## Leben
Klaus Hesse studierte Fotografie und Typografie an der Bergischen Universität Wuppertal. Zusammen mit Christine Hesse gründete er 1988 Hesse Design in Düsseldorf und von 2001 bis 2004 in Berlin. In 2016 gründete er ein weiteres Studio in Shanghai/China. Die Studios sind unter anderem verantwortlich für die Corporate Designs von Audi, Bewag, Dekra, Landeshauptstadt Düsseldorf, Messe Stuttgart, Swarovski und Welterbe Mittelrhein. Es wurde vielfach für den Designpreis der Bundesrepublik Deutschland nominiert und gewann über zweihundert nationale und internationale Auszeichnungen. 2006 gewann Klaus Hesse den Traditionswettbewerb um das Erscheinungsbild der Kieler Woche 2006.
Von 1993 bis 1999 lehrte er als Professor für Kommunikationsdesign an der FH Dortmund und Universität Essen (heute Folkwang-Hochschule Essen). Von 1999 bis 2020 leitet Klaus Hesse die Studienrichtung Kommunikationsdesign an der Hochschule für Gestaltung in Offenbach am Main. Im Ranking der Kreativhochschulen 2006 der Zeitschrift Focus erlangte der von ihm geleitete Studienschwerpunkt den ersten Rang. Von 2011 bis 2018 war er Dekan des Fachbereichs Kunst.
Klaus Hesse war Mitinitiator der „11 Designer für Deutschland“ anlässlich der Fußball-Weltmeisterschaft 2006, der 1. Grafikdesign Biennale Deutschland China 2010 und war von 1998 bis 2015 Chefredakteur des Jahresmagazins „Sushi“. Er führte zahlreiche Vortragsreisen und Workshops unter anderem in Krakau, Basel und in den chinesischen Metropolen Peking, Hongkong, Shanghai, Hangzhou, Wuhan, Xi’an, Chongqing sowie in Brisbane, Sydney und Kapstadt durch. Hesse ist seit 1995 Mitglied des Type Directors Club, New York.

## Publikationen
- The Kids want communism! 200 Years Karl Marx (Herausgeber und Autor), HfG Verlag Offenbach 2018, ISBN 978-3-945365-20-5
- Next. Sushi 15 (Chefredakteur und Autor), Verlag AV-Edition 2015, ISBN 978-3-89986-216-4
- Pointed. (Gestalter und Autor), Verlag Hermann Schmidt, Mainz 2010, ISBN 978-3-87439-804-6
- Hier vorne. (Herausgeber und Autor), Verlag HfG, Offenbach 2006, ISBN 3-921997-60-7
- Der Helvetica-Mann. (Herausgeber und Autor), Hermann Schmidt, Mainz 1999, ISBN 3-87439-470-0
- Sushi – Jahresmagazin für junge Kreativität (Chefredaktion), 1998 bis 2013, herausgegeben vom Art Directors Club Deutschland

## Textveröffentlichungen
- Was ist anders. Grafikdesign aus China (sushi 12, AV-Edition Stuttgart, ISBN 978-3-89986-143-3.)
- Ab einem bestimmten Niveau ist das Geschlecht Zufall. (Interview, page 11/2009)
- Die Angst vor dem Wähler lähmt alle Parteien. Zur Wahlwerbung der Bundestagswahl 2009 (Offenbach Post 22, September 2009)
- PingPongProjekt, Interview (Herbst 08 China, Frühjahr 09 Deutschland, Verlag Jiangxi Publishing Group, ISBN 978-7-80749-606-9, chinesisch/deutsch)
- Schön und Wider – Ein Plädoyer für die Gestaltung hinter der Gestaltung (Beef 03/2008)
- Buchrezensionen für Die schönsten deutschen Bücher/Stiftung Buchkunst, Klaus Hesse u. a. mit Roger Willemsen, Max Küng, Eckhard Henscheid, Jost Hochuli und Manfred Sack, März 2007, ISBN 978-3-7657-2877-8)
- Zeichengeschichten. Mitautor u. a. Klaus Hesse (Modo Verlag Freiburg 2007, Deutsch ISBN 978-3-937014-66-1, English ISBN 978-3-937014-67-8)
- Achte auf die Pfoten. 100 Beste Plakate-Buch (Verlag Hermann Schmidt Mainz 2006, ISBN 3-87439-703-3)
- Die Brüche am Main. Eine Stadt gründet sich neu. B-Seite, Verlag Hochschule für Gestaltung Offenbach, 2005, ISBN 3-921997-50-X
- In between. The academy of art and design Offenbach. (Letterspace. TDC New York, Winter 2004)
- What's next? A preliminary résumé of the past decade of digitalized communications. (DM Journal, Boston/USA, Summer 2003)

## Ausstellungen
- 1996 Design and identity Louisiana Museum of Modern Art (Kopenhagen)
- 1997 Designinnovationen Berlin Internationales Design Zentrum (Berlin)
- 2003 11designer für Deutschland Präsentation und Ausstellung (Universität der Künste Berlin)
- 2005 Ball im Kopf. Kult ums Kicken Museum für Kunst und Gewerbe Hamburg
- 2005 handmade Plakat (Museum für Gestaltung Zürich)
- 2005 T-Goal World Cup 2006 Corporate Design (Associazione italiana progrettazione, Bozen)
- 2006 Deutschlandjahr International Poster Exhibition Tokushima/Japan
- 2006 Diseño Editorial, Museo Poblano de Arte Virreinal Puebla, Mexico, u. a. mit Ricardo Salas, Isidor Ferrer, Leonel Sagahón, Gabriela Rodriguez
- 2007 Dimension der Fläche, weltweite Wanderausstellung des Goethe-Instituts
- 2007 Ständige Plakatsammlung, Museum für Gestaltung Zürich
- 2009 Graphic Design Biennale China/Germany, Xi’an/China
- 2009 Marken 1989–2009 Ritterstraße 11, Düsseldorf
- 2010 Grafikdesign Biennale Deutschland/China, Offenbach
- 2010 Wendezeiten. 20 Jahre danach, Cottbus
- 2012 Identity by doing China Academy of Art, Hangzhou/China
- 2015 Class Hesse Shanghai/China
- 2016 Let it grow, Nanjing/China
- 2016 Ins Auge, Karmeliterkloster Frankfurt am Main
- 2017 Kant on the Beach, Nida/Litauen
- 2017 The new Blue, Eichenzell
- 2017 The new Blue, Jingdezhen/China
- 2018 Making Crisis Visible Berlin, Leibniz-Gemeinschaft
- 2018 Marx – and now? Frankfurt
- 2018 Marx 200, Stadtbibliothek Trier
- 2018 Marx 200, Nanjing/China
- 2019 What’s behind the Wall, Fengxian Museum Shanghai/China
- 2020 Making Crisis Visible, Senckenberg Naturmuseum Frankfurt